# Mikulovsko
Dobrovolný svazek obcí (DSO) Mikulovsko je dobrovolným sdružení obcí v okresu Břeclav a okresu Brno-venkov, jeho sídlem je Mikulov a jeho cílem je regionální rozvoj obecně. Sdružuje celkem 18 obcí a byl založen v roce 2000.

## Obce sdružené v mikroregionu
- Bavory
- Brod nad Dyjí
- Březí
- Dobré Pole
- Dolní Dunajovice
- Dolní Věstonice
- Drnholec
- Horní Věstonice
- Jevišovka
- Klentnice
- Mikulov
- Milovice
- Novosedly
- Nový Přerov
- Pavlov
- Perná
- Sedlec
- Pasohlávky